# À Périgueux
À Périgueux est un magazine français traitant de l'actualité locale de Périgueux.

## Historique
Le premier périodique de la mairie de Périgueux, dénommé journal d'information municipal, apparaît en 1971. Il devient ensuite Périgueux, bulletin municipal en janvier 1972, puis Périgueux, magazine d'informations municipales. Il est publié sous le titre Périgueux Magazine en mai 1998, puis Périgueux le magazine des Périgourdins en juillet 2008. Après le changement de municipalité en 2014, le magazine est renommé À Périgueux, avec comme sous-titre le magazine des Périgourdins ; le premier numéro paraît en mai 2014. Auparavant trimestrielle, la revue devient alors mensuelle, puis bimestrielle.
Depuis septembre 2020, l'écriture inclusive a été adoptée pour le sous-titre Le magazine des Périgourdins, qui a été renommé Le magazine des Périgourdin.e.s. Son usage suscite la polémique à partir de décembre 2020, lorsque l'avocat Patrice Reboul, adhérent au Parti radical de gauche (PRG) et membre du conseil municipal jusqu'en 2014, adresse une requête au tribunal administratif de Bordeaux pour demander l'annulation du règlement intérieur de la ville rédigé en écriture inclusive,. Théo Moy, journaliste à Marianne, ironise sur le fait que cette syntaxe semble également difficile à mettre en place dans les autres documents municipaux, puisque la maire de Périgueux, Delphine Labails, alterne les formules inclusives (« les professionnel.le.s ») et les expressions plus classiques (« acteurs de la culture ») dans le quarantième numéro d’À Périgueux, publié en janvier 2021.

## Rédaction et publication
Depuis 2014, le directeur de publication est le maire de Périgueux. Le magazine est rédigé et mis en page par le service communication de la ville,.
Tirage déclaré :
- 2014 : 21 500 exemplaires[5]
- 2020 : 22 000 exemplaires[1]